# Vampyrodes
Genre
Vampyrodes est un genre de mammifères chiroptères (chauves-souris) de la famille des Phyllostomidae.

## Liste des espèces
- Vampyrodes caraccioli (Thomas, 1889)